# Ruta 6 del metro de Nova York
La Ruta 6 Lexington Avenue Local és un servei de ferrocarril metropolità subterrani del Metro de Nova York, als Estats Units d'Amèrica. La ruta opera entre les estacions de Pelham Bay Park, al Bronx, i Brooklyn Bridge-City Hall, a Manhattan, de forma local. Als migdies i en hores punta en direcció a zones congestionades, els trens exprés (<6>) reemplacen als locals direcció/des de Parkchester fins a Pelham Bay Park. Els trens exprés operen de forma exprés al Bronx entre Parkchester i Third Avenue-138th Street, mentre que són de tipus local al llarg de Pelham Line.
A diferència d'altres metros, cada servei no correspon a una única línia, sinó que un servei pot circular per diverses línies de ferrocarril. El servei 6 utilitza les següents línies:
| Ruta 6 del Metro de Nova York · Ruta 6 Express del Metro de Nova York | Línia                 | <<                                | >>                                | Vies                                                                   | Temps  |
| --------------------------------------------------------------------- | --------------------- | --------------------------------- | --------------------------------- | ---------------------------------------------------------------------- | ------ |
| Ruta 6 del Metro de Nova York · Ruta 6 Express del Metro de Nova York | Pelham Line           | tota la línia                     | tota la línia                     | local (al sud de Parkchester, hi ha alguns trens exprés en hora punta) | sempre |
| Ruta 6 del Metro de Nova York · Ruta 6 Express del Metro de Nova York | Lexington Avenue Line | nord de Brooklyn Bridge-City Hall | nord de Brooklyn Bridge-City Hall | local                                                                  | sempre |